# Ключе (Малопольське воєводство)
Ключе (пол. Klucze) — село в Польщі, у гміні Ключе Олькуського повіту Малопольського воєводства.
Населення — 5182 особи (2011).

## Демографія
Демографічна структура станом на 31 березня 2011 року:
|          | Загалом | Допрацездатний вік | Працездатний вік | Постпрацездатний вік |
| -------- | ------- | ------------------ | ---------------- | -------------------- |
| Чоловіки | 2545    | 458                | 1864             | 223                  |
| Жінки    | 2637    | 429                | 1700             | 508                  |
| Разом    | 5182    | 887                | 3564             | 731                  |